# پولیانا (اوفا، باشقیرستان)
پولیانا (انگلیسی: Polyana, Republic of Bashkortostan) یک شهرک در منطقه شهری اوفای جمهوری باشقیرستان در کشور روسیه است.